# Montserrat Duran Muntadas
 (avril 2024).
Montserrat Duran Muntadas est une artiste visuelle ayant a grandi à Terrassa, en Catalogne, et vivant à Montréal. Elle détient un diplôme du Centro Nacional del Vidrio à la Real Fábrica de Cristales de La Granja en 2007 et un baccalauréat en arts visuels à l’Universitat de Barcelona en 2010. Son travail a été présenté entre autres au Centre Lethbridge, à l'Espace Verre à Montréal en 2015 et au Centre d’art Jacques-et-Michel-Auger de Victoriaville en 2021.

## Travail artistique
La pratique de Montserrat Duran Muntadas se situe à l'intersection des arts visuels et des métiers d'art. Ses œuvres combinent des matériaux rarement travaillés ensemble et reconnus pour leur fragilité : les arts textiles, en particulier la broderie, et le verre, soufflé ou travaillé au chalumeau.
Ayant reçu un diagnostic d'infertilité à l'adolescence, elle interroge la féminité par-delà la maternité dans des œuvres aux formes biomorphiques qu'elle réalise en collaboration avec son conjoint, l'artiste verrier Jean-Simon Trottier,. Elle explore dans une perspective féministe les thèmes de la famille, de l'infertilité et de la mort.

## Œuvres choisies
- 2021 : La Femme aux mille cœurs
- 2019 : My beautiful children and other anomalies (série)
- 2018 : L’Innocence des petits pas
- 2015 : Semina Percurrenta: from both sides of the border, avec Jean-Simon Trottier
- 2012 : In Case of Fire Break Glass, avec Jean-Simon Trottier
- 2012 : Fragile Folklore of Children
- 2009 : Quiero mis 1000 cartas de amor y ninguna canción desesperada (Je veux mes 1 000 lettres d’amour et aucune chanson désespérée)

## Expositions
Liste non exhaustive des expositions solo : 
- 2021 : Engendrer l'impalpable, Centre d'art Jacques-et-Michel-Auger, Victoriaville, Canada.
- 2021 : Mes beaux enfants et autres anomalies, Centre Lethbridge, Bibliothèque du Boise, Saint-Laurent, Canada
- 2020 : Dans le terrain fécond de tes entrailles, Galerie La Guilde, Montréal, Canada
- 2015 : SEMINA PERCURRENTA, avec Jean-Simon Trottier, Galerie Espace VERRE, Montréal, Can

## Prix
- 2017 : Prix de la relève Jean-Cartier décerné par le Conseil des métiers d'art du Québec[5]
- 2019 : Prix François-Houdé décerné par la ville de Montréal[6]